# 松戸東警察署
松戸東警察署（まつどひがしけいさつしょ）は、千葉県警察が管轄する警察署の一つである。署長は警視。

## 管轄区域
- 松戸市北東部[注釈 1]

## 所在地
- 千葉県松戸市八ヶ崎四丁目51番地の9

## 庁舎概要
松戸東警察署庁舎
- 竣工年 : 1985年
- 延床面積 : 2,985m²
- 構造/規模 : RC造、地上5階

## 沿革
- 1985年（昭和60年）3月：松戸警察署より分割し開署。

## 交番
- 小金交番（松戸市小金きよしヶ丘1-12-1）

- 小金原交番（松戸市小金原6-6-1）
- 五香交番（松戸市金ヶ作408）
- 常盤平交番（松戸市常盤平3-30-1）
- 馬橋交番（松戸市馬橋121）
- 六実交番（松戸市六高台7-144）